# Kastanie (Pferd)

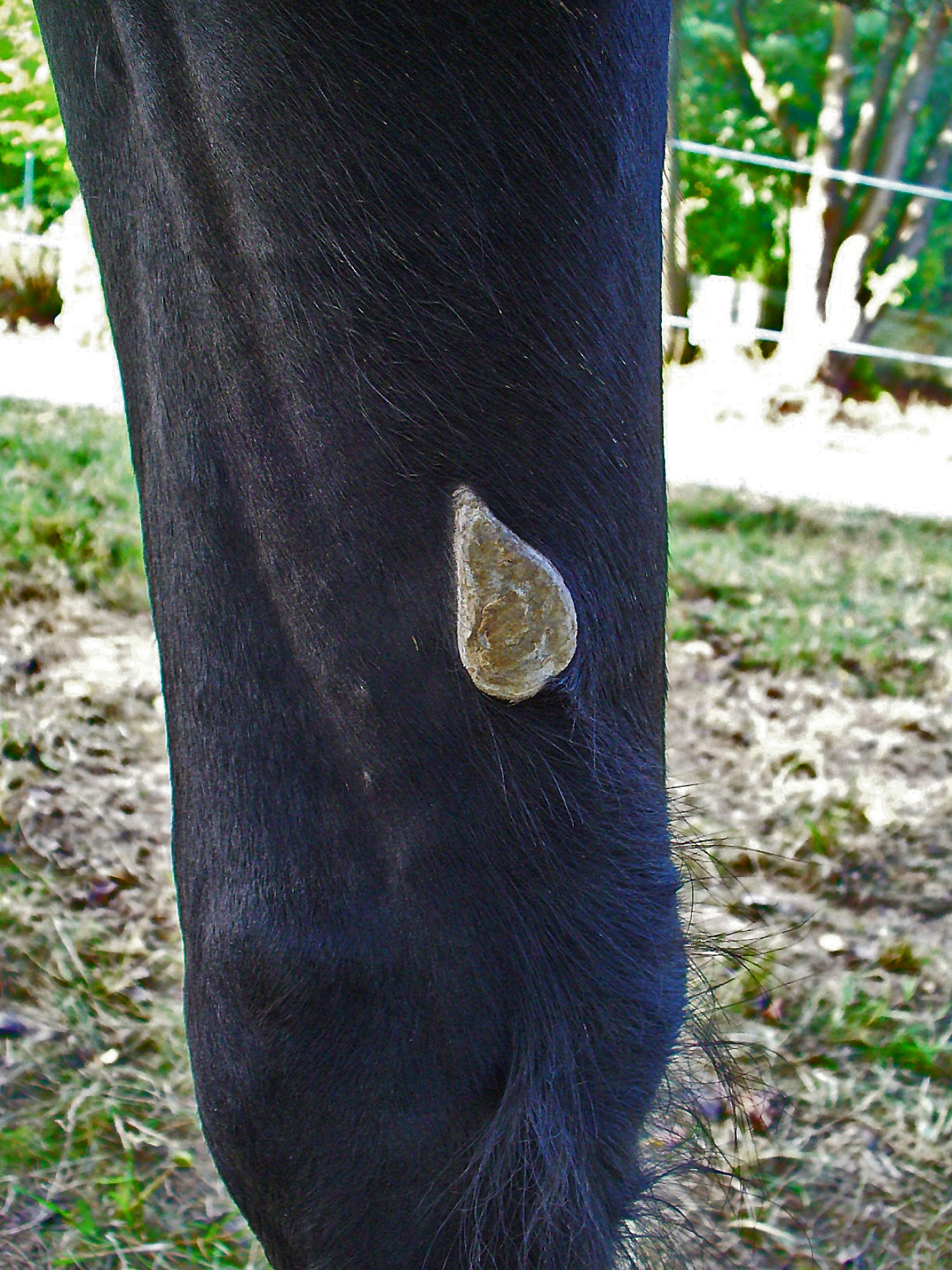
Kastanie bei einem Hauspferd

Als Kastanie werden Reste von Hornsubstanz auf den Innenseiten der Beine bei Pferden bezeichnet, bei denen es sich um rudimentäre Ballen – Handwurzel- bzw. Fußwurzelballen (Torus carpeus bzw. tarseus) – handelt. Neben dem Hauspferd weist auch das Przewalski-Pferd Kastanien auf. Da sich die gemeinsame stammesgeschichtliche Entwicklungslinie von Hauspferd und Przewalski-Pferd vor etwa 120.000 bis 240.000 Jahren aufspaltete, muss dieses Merkmal auch bei ihren Vorfahren ausgeprägt gewesen sein. Vereinzelt kommen auch beim Pferd Tiere mit nur zwei Kastanien vorn vor, gehäuft bei den Rassen Banker Horse und Islandpferd.
Im Gegensatz zum Pferd sind bei Eseln regelmäßig nur vorne Kastanien vorhanden. Dasselbe gilt für die Artengruppe Kiang/Dschiggetai/Khur/Kulan/Onager und die verschiedenen Zebra-Arten. Bei Maultieren kommen infolgedessen sämtliche Varianten vor: zwei, vier oder sogar drei Kastanien (wenn Kastanien fehlen, dann hinten).
Kastanien wachsen – wie Hufe – zeitlebens. Werden sie zu lang, können sie problemlos gekürzt werden, da sie lediglich aus Horn bestehen.